# Plagithmysus podagricus
Plagithmysus podagricus là một loài bọ cánh cứng trong họ Cerambycidae.